# إيبرهارد برغر
إيبرهارد برغر (بالألمانية: Eberhard Burger)‏ هو مهندس مدني ومهندس ألماني، ولد في 26 يوليو 1943 في برلين في ألمانيا.